# STS-98
STS-98 est la vingt-troisième mission de la navette spatiale Atlantis et la septième mission vers la Station spatiale internationale (ISS).

## Équipage
- Kenneth D. Cockrell (4), Commandant  États-Unis
- Mark L. Polansky (1), Pilote  États-Unis
- Robert L. Curbeam (2), Spécialiste de mission  États-Unis
- Thomas D. Jones (4), Spécialiste de mission  États-Unis
- Marsha S. Ivins (5), Spécialiste de mission  États-Unis

Le chiffre entre parenthèses indique le nombre de vols spatiaux effectués par l'astronaute, STS-98 inclus.

## Paramètres de la mission
- Masse :
  - Navette au lancement : 115 529 kg
  - Navette à vide : 90 225 kg
  - Chargement : 14 515 kg
- Périgée : 365 km
- Apogée : 378 km
- Inclinaison : 51,5°
- Période : 92 min

### Amarrage à la station ISS
- Début : 9 février 2001, 19 h 59 min 49 s UTC
- Fin : 16 février 2001, 19 h 13 min 00 s UTC
- Temps d'amarrage : 6 jours, 21 heures, 14 minutes, 50 secondes

### Sorties dans l'espace
- Jones et Curbeam  - EVA 1
- Début de EVA 1 : 10 février 2001 - 15h50 UTC
- Fin de EVA 1 : 10 février 2001 - 23h24 UTC
- Durée : 7 heures, 34 minutes

- Jones et Curbeam  - EVA 2
- Début de EVA 2 : 12 février 2001 - 15h59 UTC
- Fin de EVA 2 : 12 février 2001 - 22h49 UTC
- Durée : 6 heures, 50 minutes

- Jones et Curbeam  - EVA 3
- Début de EVA 3 : 14 février 2001 - 14h48 UTC
- Fin de EVA 3 : 14 février 2001 - 20h13 UTC
- Durée : 5 heures, 25 minutes

## Objectifs
L'objectif principal de cette mission est d'apporter le laboratoire américain Destiny à l'ISS.